# Sed de sangre
Sed de sangre (They Thirst) es una novela de terror del escritor Robert R. McCammon, publicada por primera vez en 1981, y se trata de un libro del que deliberadamente ha impedido su reimpresión, ya que se considera muy crítico con su calidad.
Detalla la invasión de la ciudad de Los Ángeles por los vampiros, que rápidamente transforman la ciudad en una necrópolis. Sin embargo, la ciudad de Los Ángeles sólo es el primer paso en la conquista del mundo por parte de los no muertos.

## Sinopsis
André es un niño asustado que se ve obligado a huir con su madre de un terror que no termina de comprender por completo ya que fue violado un año antes. Posteriormente ese niño, que se ha convertido en Andy Palatazin, su nombre artístico, de la policía de Los Ángeles- revive la experiencia de su niñez a través de extrañas pesadillas. La figura de su madre muerta le avisa de lo que está a punto de ocurrir: los monstruos que mataron a su padre y les hicieron huir de Hungría han vuelto y lo están buscando. Pero sus planes no acaban en Andy. Los monstruos, una horda de violentos vampiros que tiene la intención de invadir Los Ángeles dirigidos por su Príncipe de las Tinieblas, sembrarán de sangre y terror la ciudad.

## Personajes deSed de sangre
- Andy Palatizin - Un capitán del departamento de policía de Los Ángeles y encargado de investigar a un asesino en serie conocido como La cucaracha. Palatizin también es uno de los primeros habitantes de Los Ángeles que sospecha que los vampiros han llegado a la ciudad, pues se encontró con esas criaturas cuando era niño.
- Gayle Clark - una reportera de un periódico sensacionalista, Gayle sueña con encontrar un trabajo en una publicación más respetable, pero termina atrapado en la invasión de los vampiros después de que su novio no muerto intente matarla.
- Wes Richer - un joven cómico que está comenzando su carrera. Tiene una amante llamada Solange, que es una médium con gran conocimiento de lo sobrenatural.
- Padre Ramón Silvera - Un sacerdote católico de East Los Angeles, que anteriormente fue un heroinómano y al que le acaban de diagonistar el síndrome de Lou Gehrig.
- Tommy Chandler - Un chico de instituto, le encantan las novelas y películas de terror.
- Príncipe Conrad Vulkan - Un vampiro de más de 700 años con la pasión de su aspecto adolescente. En vida Vulkan fue un príncipe húngaro y ahora es el rey de los no muertos, decidiendo declarar la guerra a la humanidad.
- Kobra - Un peligroso pandillero de Los Ángeles del Infierno, Kobra es albino y un asesino a sangre fría. Vulkan lo llama en sus sueños y viaja a Los Ángeles para ocupar su lugar como comandante del ejército de los vampiros.
- Walter Benefield - El asesino en serie conocido como La cucaracha, Walter se siente fascinado por Conrad Vulkan y el rey vampiro lo elige como guardaespaldas durante el día.
- El Maestro - Aunque nunca se da su nombre, posiblemente es el mismísimo Satán. Fue el Maestro quien creó a Conrad Vulkan y su especie y les enseñó las artes oscuras.